# Marcel van Jole
Marcel van Jole (Rotterdam, 7 september 1916 – Antwerpen, 26 juli 2014) was een Belgisch kunstcriticus en commissaris van tentoonstellingen van hedendaagse kunst.
Hij doceerde vanaf de jaren 50 tot 70 kunstgeschiedenis aan de State University of New York. In de jaren 80 was van Jole kabinetsmedewerker van toenmalig minister van Cultuur Karel Poma. In 1987 richtte hij in Antwerpen mee het Museum voor Hedendaagse Kunst (MuHKA) op, waar hij voorzitter van de raad van bestuur bleef tot 1991. Van Jole publiceerde een veertigtal monografieën over hedendaagse kunstenaars en richtte tientallen tentoonstellingen in. 
Van Jole was ook jarenlang voorzitter van de Alliance française in België en ondervoorzitter van de Internationale Vereniging van Kunstcritici (A.I.C.A.) en van de erfgoedvereniging Europa Nostra.

## Levensloop
Sinds eind jaren 50 gaat bij Marcel van Jole de passie voor de beeldende kunst steeds meer op de voorgrond treden, hoewel zijn interesse en inzet voor muziek, theater en film aanwezig blijft. Van 1959 tot 1969 geeft hij bij uitgeverij De Sikkel een reeks ‘Historische verhalen’ uit, waarin hij kinderen vertrouwd wil maken met het artistieke erfgoed. Gaandeweg verschuift zijn focus naar actuele stromingen in de beeldende kunst. Ontmoetingen met onder anderen Pablo Picasso, Henry Moore, Marc Chagall, Paul Delvaux, Jan Fabre en vooral René Magritte geven hem de impuls om de recente en hedendaagse kunst te helpen divulgeren bij het grote publiek. In totaal geeft Van Jole meer dan 40 monografieën over levende kunstenaars uit en werkt hij mee aan tientallen andere. Hij wordt ook ondervoorzitter van de A.I.C.A. 
Als kabinetsmedewerker van minister van Cultuur Karel Poma in de jaren 80 lobbyt hij met succes voor de oprichting van een eigen Antwerps museum voor Hedendaagse Kunst. Op 20 juni 1987 opent het MuHKA zijn deuren. Van Jole blijft er voorzitter van de raad van bestuur tot 1991.
Ook individueel organiseert hij talloze tentoonstellingen op nationaal en internationaal vlak, waaronder de reizende tentoonstelling ‘Confrontaties’, met werk van 111 levende Belgische en Luxemburgse kunstenaars. Zijn laatste tentoonstellingen realiseert hij in 2008, op 92-jarige leeftijd.

### Jonge jaren
Marcel van Jole wordt geboren in Rotterdam, waar zijn ouders heen gevlucht zijn voor het oorlogsgeweld. In 1920 keren zij terug naar België, waar het jonge gezin bij de grootouders van vaderskant gaat inwonen. Via zijn grootvader, zelf amateur-kunstschilder, komt van Jole al zeer jong in aanraking met het artistieke milieu.

### Studies
Na een probleemloze lagere- en middelbareschoolopleiding, studeert Marcel van Jole kunstgeschiedenis en wiskunde aan de Université libre de Bruxelles (ULB). In 1938 studeert hij met onderscheiding af als kunsthistoricus, in 1939 met grote onderscheiding als geaggregeerd wiskundige.

### Tweede Wereldoorlog
Vlak voor de aanvang van de oorlog is Van Jole als wiskundeleraar verbonden aan het Koninklijk Atheneum van Antwerpen. Hij wordt krijgsgevangen gemaakt tijdens de eerste oorlogsdagen, maar kan al snel ontsnappen. Terug aan de slag in de school, krijgt hij eind 1940 van de Duitse bezetter een ‘Berufsverbot’ opgelegd vanwege zijn kritiek op het Duitse regime. 

### Onderwijsloopbaan

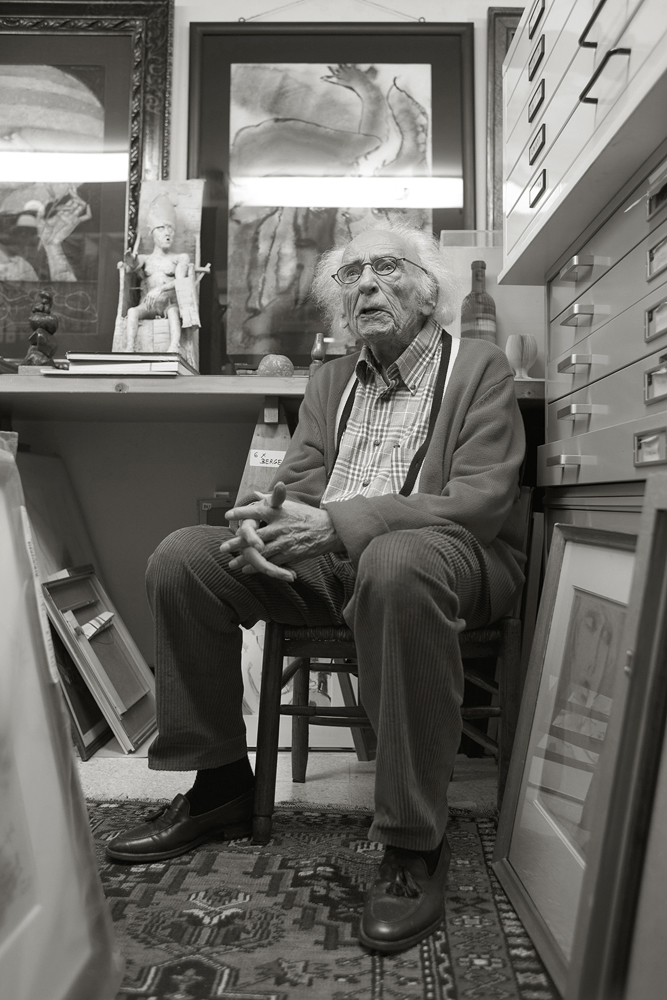
Marcel van Jole in zijn kunstkamer

Na de oorlog zorgt minister Camille Huysmans ervoor dat van Jole weer aan de slag kan in het Atheneum van Hoboken. In diezelfde periode wordt hij ook benaderd door de Joodse gemeenschap, die haar eigen scholennet verder wil uitbouwen. Gedurende zes jaar werkt hij halftijds als leraar in Hoboken en halftijds als prefect in de Jesode-Hatora Beth-Jacob in Antwerpen. Bij deze laatste wordt hij de drijvende kracht achter de erkenning van de school als onderwijsinstelling en richt hij een avondschool en een normaalschool op, waarvan hij de functies als directeur combineert met die van prefect tot aan zijn pensionering in 1982.
Van 1959 tot 1971 is hij als kunsthistoricus gastprofessor aan de State University of New York (SUNY), terwijl hij tegelijk directeur is van de ‘European Studies’ van de SUNY, een uitwisselingsprogramma tussen Europese en Amerikaanse kunststudenten.
Marcel van Jole is op 26 juli 2014 in Antwerpen overleden.

## Oeuvre

### Cultureel curriculum
| Jaar        | Organisatie                                                                       | Functie                                                                               |
| ----------- | --------------------------------------------------------------------------------- | ------------------------------------------------------------------------------------- |
|             | Musea, universiteiten, scholen, culturele instellingen, bedrijven, ... wereldwijd | Gastspreker                                                                           |
| 1946        | Alliance Française van Antwerpen                                                  | Stichter                                                                              |
| 1946 - 1986 | Alliance Française van Antwerpen                                                  | Voorzitter Raad van Bestuur                                                           |
| 1959 - 1971 | The State University of New York (SUNY) - US                                      | Professor Kunstgeschiedenis                                                           |
| 1960 - 1971 | SUNY - Overzeese Studies                                                          | Europees directeur                                                                    |
| 1966 - 1968 | Ministerie van Onderwijs en Cultuur (min. Frans Grootjans)                        | Onbezoldigd medewerker                                                                |
| 1966        | 100-jarig bestaan van het SUNY                                                    | Afgevaardigde van min. Grootjans                                                      |
| 1972 - 1995 | Provinciebestuur Antwerpen                                                        | Adviseur Beeldende Kunsten                                                            |
| 1974 - 1988 | Ministerie van Openbare Werken                                                    | Lid Commissie van Advies inzake Kunst en Kunstambachten                               |
| 1974 - 1989 | Muziekkapel Koningin Elisabeth (Waterloo - BE)                                    | Professor Esthetica en Kunstgeschiedenis                                              |
| 1975 - 1984 | Nationale Commissie van Advies voor Plastische Kunsten                            | Lid                                                                                   |
| vanaf 1976  | Rijkscentrum voor Grafische Kunst 'Frans Masereel'                                | Lid Bestuurscommissie                                                                 |
| vanaf 1981  | Nationaal Hoger Instituut voor Schone Kunsten                                     | Lid Commissie van Toezicht                                                            |
| 1982 - 1986 | Ministerie van Cultuur (min. Karel Poma)                                          | Adviseur                                                                              |
| 1982 - 1986 | Ministerie van Cultuur (min. Karel Poma)                                          | Celoverste Schone Kunsten, Buitenlandse Culturele Akkoorden en 'Luister naar de Taal' |
| 1984        | De Philharmonie van Antwerpen                                                     | Stichtend lid                                                                         |
| vanaf 1985  | Europa Nostra (Vereniging ter Bescherming van het Europees Erfgoed)               | Lid raad van bestuur                                                                  |
| 1986 - 2002 | Alliances Françaises de Belgique                                                  | Président Fédéral                                                                     |
| 1987        | Museum Hedendaagse Kunst Antwerpen (MuHKA)                                        | Medestichter                                                                          |
| 1987 - 1991 | Museum Hedendaagse Kunst Antwerpen (MuHKA)                                        | Voorzitter raad van bestuur                                                           |
| 1988        | Nationaal Hoger Instituut voor Schone Kunsten                                     | Lid Commissie 'Eigen Vermogen'                                                        |
| 1988        | Europa Nostra Belgium                                                             | Stichter                                                                              |
| 1988 - 2006 | Europa Nostra Belgium                                                             | Lid Raad van Bestuur                                                                  |
| 1990        | Antwerpse Provinciale Commissie voor Monumenten en Landschappen                   | Erelid                                                                                |
| vanaf 1990  | Muziekkapel Koningin Elisabeth (Waterloo -BE)                                     | Examinator                                                                            |
| vanaf 1993  | Europa Nostra                                                                     | Vicepresident                                                                         |
| 1999 - 2006 | Europa Nostra Belgium                                                             | Voorzitter raad van bestuur                                                           |
| vanaf 2002  | Alliances Françaises de Belgique                                                  | Président Fédéral à titre honorifique                                                 |
| vanaf 2006  | Europa Nostra Belgium                                                             | Erevoorzitter                                                                         |
|             | Stichting 'George Grard' (Gijverinkhove - BE)                                     | Erevoorzitter                                                                         |
|             | Stichting 'Les Amis de Christian Silvain' (Eupen - BE)                            | Erevoorzitter                                                                         |
|             | Académie Nationale d'Histoire (Parijs - FR)                                       | Corresponderend lid                                                                   |
|             | Artsen zonder Grenzen België                                                      | Kunstadviseur                                                                         |
|             | Association Internationale des Critiques d'Art (AICA)                             | Vicepresident / Lid van het bureau                                                    |
|             | Belgische Vereniging der Kunstcritici (ABCA)                                      | Lid raad van bestuur / Lid van het bureau                                             |
|             | Belgische Vrienden van de Hebreeuwse Universiteit van Jeruzalem                   | Lid raad van bestuur                                                                  |
|             | Brussels International Airport Company                                            | Kunstadviseur                                                                         |
|             | Cahiers Toison d'Or                                                               | Medewerker                                                                            |
|             | De Nieuwe Gazet                                                                   | Medewerker                                                                            |
|             | De Vlaamse Gids                                                                   | Medewerker                                                                            |
|             | Echo                                                                              | Medewerker                                                                            |
|             | El Alcade de Santa Cruz de Santiago de Tenerife (ES)                              | Asesor Honorifico                                                                     |
|             | Festival International de la Peinture (Cagnes-sur-Mer - FR)                       | Jurylid                                                                               |
|             | Filharmonische Vereniging van Antwerpen                                           | Stichtend Lid / vicepresident                                                         |
|             | IBM Belgium                                                                       | Kunstadviseur                                                                         |
|             | Jalons des Arts                                                                   | Medewerker                                                                            |
|             | Kredietbank                                                                       | Kunstadviseur                                                                         |
|             | Kunstecho's                                                                       | Medewerker                                                                            |
|             | Mercatorfonds                                                                     | Medestichter                                                                          |
|             | RWE (Rheinisch-Westfälisches Elektrizitätswerk)                                   | Kunstadviseur                                                                         |
|             | SABAM                                                                             | Lid                                                                                   |
|             | Vereniging van Vlaamse Letterkundigen                                             | Lid                                                                                   |

### Commissaris van tentoonstellingen
| Tentoonstelling                                                         | Venue                                    | Stad (Land)            | Jaar        |
| ----------------------------------------------------------------------- | ---------------------------------------- | ---------------------- | ----------- |
| Jean Lurçat - Wandtapijten en Keramiek                                  | Koninklijk Museum voor Schone Kunsten    | Antwerpen (BE)         | 1956        |
| Retrospectieve Frans Masereel                                           | Koninklijke Academie voor Schone Kunsten | Antwerpen (BE)         | 1958        |
| Rotterdamse Kunstenaars                                                 | Koninklijke Academie voor Schone Kunsten | Antwerpen (BE)         | 1958        |
| Le Fauconnier, de Vader van bet Kubisme                                 | Koninklijke Academie voor Schone Kunsten | Antwerpen (BE)         | 1958        |
| De Chinese tekeningen van Frans Masereel                                |                                          | Antwerpen (BE)         | 1959        |
| Antwerpse kunstenaars                                                   | Musée des Beaux Arts                     | Paris (FR)             | 1962        |
| Belgische Schilders                                                     |                                          | Woodstock (NY - US)    | 1962        |
| Kunstbezit in ieders bereik                                             | Koninklijke Academie voor Schone Kunsten | Antwerpen (BE)         | 1962        |
| Belgische Schilders                                                     |                                          | Mount Vernon (NY - US) | 1963        |
| Kunstbezit in ieders bereik                                             | Koninklijke Academie voor Schone Kunsten | Antwerpen (BE)         | 1964        |
| 300 Jaar Koninklijke Academie voor Schone Kunsten van Antwerpen         | École des Beaux Arts                     | Paris (FR)             | 1964        |
| Laureaten van de Camille Huysmansprijs                                  |                                          | Rotterdam (NL)         | 1964        |
| Laureaten van de Camille Huysmansprijs                                  |                                          | Den Haag (NL)          | 1964        |
| Belgische beeldhouwers                                                  | De Lijnbaan                              | Rotterdam (NL)         | 1965        |
| Jean Lurçat en Julien J.Van Vlasselaer - Wandtapijten                   | Rondreizend                              | US                     | 1969 - 1970 |
| Frankrijk te Gast in Antwerpen (27 tentoonstellingen)                   |                                          | Antwerpen (BE)         | 1972        |
| Jef Van Tuerenhout                                                      | Palazzo dei Diamanti                     | Ferrara (IT)           | 1987        |
| "Surrealism"                                                            |                                          | Retretti (FI)          | 1987        |
| "Celebration of Light"                                                  |                                          | Savonlinna (FI)        | 1989        |
| Internationale Biënnale Kleine Beeldhouwkunst                           |                                          | Ljubljana (SL)         | 1989        |
| "Confrontaties" - 111 Belgische en Luxemburgse kunstenaars              | Rondreizend                              | Europa - ZA            | 1993 - 1997 |
| Bernard Schultze - "Das Grosse Format"                                  | Rondreizend                              | Europa                 | 1994 - 1996 |
| 29ième Festival International de la Peinture                            | Château Grimaldi                         | Cagnes-sur-Mer (FR)    | 1997        |
| Christian Silvain                                                       | Chäteau Grimaldi                         | Cagnes-sur-Mer (FR)    | 1998        |
| Anne de Bodt                                                            | Chäteau Grimaldi                         | Cagnes-sur-Mer (FR)    | 1999        |
| Ik hou niet van Cultuur                                                 | Paleis II - Heizel                       | Brussel (BE)           | 2000        |
| Openluchttentoonstelling "Euro"                                         |                                          | Frankfurt (DE)         | 2000        |
| Art in the Park                                                         | INOCOM                                   | Beersel (BE)           | 2000        |
| Art in the Park                                                         | INOCOM                                   | Beersel (BE)           | 2001        |
| Mes 100 Coups de Cœur                                                   | Museum Wielemans                         | Brussel (BE)           | 2001        |
| Brüsseler Begegnungen                                                   |                                          | Essen (DE)             | 2001        |
| Brüsseler Begegnungen                                                   |                                          | Berlijn (DE)           | 2002        |
| Art in the Park                                                         | INOCOM                                   | Beersel (BE)           | 2002        |
| James Ensor                                                             | ICC                                      | Krakau (PL)            | 2002        |
| Art in the Airport (permanente tentoonstelling)                         | Luchthaven                               | Zaventem (BE)          | vanaf 2002  |
| Robert Groslot                                                          | Belgische Ambassade                      | Berlijn (DE)           | 2003        |
| Art in the Park                                                         | INOCOM                                   | Beersel (BE)           | 2003        |
| Art in the Park                                                         | INOCOM                                   | Beersel (BE)           | 2004        |
| Art in the Park                                                         | INOCOM                                   | Beersel (BE)           | 2005        |
| Quinzaine Française                                                     |                                          | Antwerpen (BE)         | 2005        |
| Frans Masereel, Peintures, Gravures, Dessins                            | Musée de Verviers                        | Verviers (BE)          | 2005        |
| Frans Masereel                                                          | ICC                                      | Krakau (PL)            | 2005        |
| Frans masereel en de Kleur                                              | Koningin Fabiolazaal                     | Antwerpen (BE)         | 2006        |
| Art in the Park                                                         | INOCOM                                   | Beersel (BE)           | 2006        |
| Art in the Park                                                         | INOCOM                                   | Beersel (BE)           | 2007        |
| Janké, Luc Ledene, Guy Vandenbranden - "Een Halve Eeuw Constructivisme" | ICC                                      | Krakau (PL)            | 2008        |
| Art in the Park                                                         | INOCOM                                   | Beersel (BE)           | 2008        |

## Eervolle vermeldingen
| Jaar | Ereteken / Orde                                | Uitreiker           |
| ---- | ---------------------------------------------- | ------------------- |
| 1955 | Officier d'Académie                            | Frankrijk           |
| 1959 | Ridder in de Leopoldsorde                      | België              |
| 1966 | Officier dans l'Ordre des Palmes Académiques   | Frankrijk           |
| 1968 | Officier in de Orde van Leopold II             | België              |
| 1969 | Chevalier de la Légion d'Honneur               | Frankrijk           |
| 1976 | Officier in de Leopoldsorde                    | België              |
| 1982 | Officier de l'Ordre National du Mérite         | Frankrijk           |
| 1986 | Commandeur Orde van Verdienste                 | Griekenland         |
| 1988 | Commandeur dans l'Ordre des Palmes Académiques | Frankrijk           |
| 1990 | Officier de la Légion d'Honneur                | Frankrijk           |
| 2000 | Commandeur in de Orde van Leopold II           | België              |
| 2004 | Commandeur in de Leopoldsorde                  | België              |
| 2004 | Ereburger - Gouden Erepenning                  | Gemeente Brasschaat |
| 2004 | Medal of Honour                                | Europa Nostra       |
| 2005 | Médaille d'Or du Mérite Européen               | Europese Unie       |